# رینیلو لتشولوناین
رینیلو لتشولوناین (انگلیسی: Reneilwe Letsholonyane؛ زادهٔ ۹ ژوئن ۱۹۸۲) یک بازیکن فوتبال اهل آفریقای جنوبی است.
وی همچنین در تیم ملی فوتبال آفریقای جنوبی بازی کرده‌است.